# Юшенков, Сергей Николаевич
Серге́й Никола́евич Юшенко́в (27 июня 1950, Медведково, Кувшиновский район, Калининская область — 17 апреля 2003, Москва) — российский политический деятель, депутат Государственной думы РФ первого, второго и третьего созывов, кандидат философских наук, автор ряда научных работ.
Один из лидеров партии «Либеральная Россия». Убит 17 апреля 2003 года. Согласно приговору Московского городского суда, убийство организовал председатель более лояльного Борису Березовскому крыла партии Михаил Коданёв для использования выделяемых на партию денег Бориса Березовского по своему усмотрению. Но через много лет после приговора отбывающий наказание в колонии М. Коданёв стал утверждать, что получил распоряжение нейтрализовать Юшенкова от Бориса Березовского и Бадри Патаркацишвили, а молчал об этом из-за их так и не выполненных обещаний в период его заключения обеспечивать его семью в благодарность за молчание. В ответ на это Следственный комитет России, принявший заявление Коданёва к рассмотрению, сообщил, что Б. Березовский уже проверялся на причастность к убийствам Владислава Листьева, Анны Политковской и депутата Госдумы, главы исполкома той же партии «Либеральная Россия», сопредседателем которой был Юшенков, Владимира Головлёва. Полученная в ходе расследования этих уголовных дел подобная сообщению Коданёва информация пока не подтвердилась.

## Биография
Родился 27 июня 1950 года в деревне Медведково Кувшиновского района Калининской области (ныне — Тверской области). Обучался в Торопецком сельскохозяйственном техникуме Калининской области. В 1974 году окончил Новосибирское высшее военно-политическое училище (НВВПУ). В 1980 году поступил в ВПА имени В. И. Ленина в Москве, с 1983 по 1984 годы преподавал философию в Тбилисском высшем артиллерийском командном Краснознамённом ордена Красной Звезды училище имени 26 Бакинских комиссаров, в 1984 году поступил в адъюнктуру Военно-политической академии им. В. И. Ленина. Полковник, кандидат философских наук, автор ряда научных работ.

## Личная жизнь
Жена Валентина. Дети: Алексей и Елена. 

### Политическая карьера
В декабре 1989 года выдвинут кандидатом в депутаты, а в марте 1990 года избран народным депутатом РСФСР по Киевскому округу г. Москвы. С сентября 1990 г. по январь 1993 г. — председатель подкомитета Комитета Верховного Совета России по средствам массовой информации, связям с общественными организациями, массовыми движениями граждан и изучению общественного мнения. В этот же период возглавлял парламентскую фракцию «Радикальные демократы».
С 18 марта 1991 года — член Комиссии при Председателе Верховного Совета РСФСР по проверке причин гибели и травматизма военнослужащих и военных строителей, защиты их законных прав и интересов в мирное время на территории РСФСР и граждан РСФСР за её пределами
С 6 сентября 1991 года — член временной депутатской комиссии для парламентского расследования причин и обстоятельств государственного переворота в СССР.
С 27 января 1993 года по 4 января 1994 года — первый заместитель Руководителя Федерального информационного центра России М. Н. Полторанина.
В 1992—1994 гг. являлся президентом Фонда поддержки демократических преобразований в России.
С 12 декабря 1993 года — депутат Государственной думы I созыва.
С 17 января 1994 года по декабрь 1995 года — председатель Комитета Государственной думы по обороне.
В марте 1994 года член инициативной группы по созданию партии Демократический выбор России (ДВР), избран членом политсовета ДВР.
С 1995 года депутат Государственной думы II созыва, с 31 января 1996 года — член Комитета Государственной думы по обороне
С 1999 года — депутат Государственной думы III созыва, избран по списку избирательного блока «Союз правых сил». Был членом координационного совета СПС. С 28 января 2000 года — член, а с 3 февраля 2000 года — заместитель председателя Комитета Государственной думы по энергетике, транспорту и связи.
С 9 февраля 2000 года по 6 февраля 2002 года — заместитель председателя Комитета Государственной думы по безопасности.
С 25 февраля 2000 года — член депутации Государственной думы России в Межпарламентской Ассамблее государств — участников Содружества Независимых Государств и представитель Государственной Думы России в Постоянной комиссии по вопросам обороны и безопасности.
С мая 1996 года работал главным редактором газеты «Демократический выбор».
В 2000 году стал сопредседателем движения «Либеральная Россия», финансируемого Борисом Березовским.
В январе 2002 года депутаты Государственной думы Виктор Похмелкин, Сергей Юшенков, Владимир Головлёв и Юлий Рыбаков, представляющие руководство «Либеральной России», вышли из парламентской фракции «Союз правых сил». Причиной ухода С. Юшенков назвал «невозможность далее находиться в составе фракции СПС, которая в целом поддерживает проводимую руководством страны политику на фактическое построение полицейско-бюрократического режима в России».
В марте 2002 года провёз в Россию 900 кассет с записью фильма «Покушение на Россию».
4 октября 2002 года заявил, что «Либеральная Россия» отказывается от денег Бориса Березовского и рассмотрит вопрос о возможности его дальнейшего пребывания на посту сопредседателя партии. 9 октября Березовский был исключён из партии. Поводом послужило интервью предпринимателя главному редактору газеты «Завтра» Александру Проханову, в котором Березовский призывал к объединению с национал-патриотической оппозицией. Интервью было расценено как предательство либеральных идей. Сам Березовский обнародовал заявление, где назвал интервью «Завтра» только предлогом к разрыву отношений, который давно планировался политсоветом партии. Березовский охарактеризовал решение исключить его из партии «с юридической стороны противоправным». «Они не имели права меня исключать из партии, равно, как и снимать с должности сопредседателя. Меня избирал сопредседателем съезд, а не политсовет», — пояснил он.
7 декабря 2002 года в Санкт-Петербурге прошёл экстренный съезд «Либеральной России», в котором участвовали лидеры региональных отделений партии, поддерживающие Березовского и не согласные с политикой Юшенкова и Похмелкина. Съезд восстановил в партии Березовского и лишил постов всех остальных сопредседателей этой партии — С. Юшенкова, В. Похмелкина и Б. Золотухина. Новым председателем партии был избран партнёр Березовского Михаил Коданёв. Снятые со своих постов бывшие руководители партии посчитали этот съезд незаконным. «Никаких перспектив у съезда сторонников Березовского нет. Они столкнулись с Уголовным кодексом: подлог, фальсификация и подкуп», — заявил С. Юшенков. Ранее, 5 декабря 2002, Минюст России назвал намерение части членов «Либеральной России» провести съезд партии в Санкт-Петербурге незаконным.
19 марта 2003 года в газетах «КоммерсантЪ» и «Аргументы и факты» появилось предложение Юшенкова гражданам составить список из 10 человек, которые могли бы стать депутатами Госдумы и защищать демократические идеалы. Списки предлагалось отправлять по конкретному адресу в виде анкеты: первым 250 тысячам отправивших гарантировалась премия в 200 рублей каждому, а человеку, который угадает и список депутатов, и порядок их фамилий в списке, Юшенков обещал приз в размере 1 миллиона рублей.

### Депутат Шугаев
В 1990—1996 годах не раз выступал под псевдонимом «депутат Егор Шугаев» (председатель партии Среднерусской возвышенности) в качестве автора комично-провокативных заявлений и автора сатирических текстов. Впрочем, под именем «депутат Шугаев» иногда скрывались и политические противники С. Юшенкова, поэтому авторство некоторых текстов доподлинно установить кажется сложным. В качестве примеров «проектов» Шугаева можно привести Закон о наследственном депутатстве или пьесу «Сон председателя».
Под именем Егора Шугаева было выпущено две книги. В 1994 году — «О наследственном депутатстве и других полезных вещах». А уже в 2003 году, с авторством С. Юшенкова была выпущена ещё одна книга — «Мой друг Егор Шугаев»

## Убийство

Могила Юшенкова на Ваганьковском кладбище.

С. Юшенков был убит 17 апреля 2003 года около собственного дома в Москве. В него выстрелили трижды из пистолета Макарова с глушителем. Оружие было найдено брошенным.

### Следствие и суд
Убийца действовал в перчатках, но когда надевал их, то оставил один отпечаток пальца на пакете, который выбросил после убийства. Эта улика позволила установить непосредственного исполнителя — Александра Кулачинского из Сыктывкара, отсидевшего 4 года за торговлю наркотиками. 25—26 июня 2003 были задержаны предполагаемый заказчик, сопредседатель лояльного Б. Березовскому крыла партии «Либеральная Россия» М. Коданёв, предполагаемый организатор и помощник Александр Винник и предполагаемые непосредственные исполнители убийства.
Во время следствия в Интернете появлялись обвинения одного из видных деятелей «Либеральной России» Леонида Ольшанского в соучастии в этих событиях.
Ольшанский во время эфира на НТВ с участием Андрея Савельева и Владимира Жириновского пытался оправдаться от подобных обвинений.
Накануне своего задержания Коданёв дал интервью газете «Время новостей»:

Мне позвонили друзья из Москвы и сказали, что ФСБ дала приказ на моё задержание. К этому явно всё шло. Вначале мне начали угрожать неизвестные, и я даже сейчас хожу с телохранителями. Теперь арестовали каких-то людей из Сыктывкара, откуда я сам и большинство ребят, которые меня охраняют и помогают в партийной работе. Могу заявить, что все подобные инсинуации в мой адрес — провокация. Фамилии задержанных мне ничего не говорят, но сам я профессионально занимался карате, потом многих тренировал, работал в «Интуристе». Меня знает полгорода. Может, когда-то даже пересекался с этими задержанными. <…> Ни к каким финансовым делам партии я никогда никакого отношения не имел. Юшенкова я видел всего три раза в жизни. Он всегда был «закрыт» окружением и не доступен для общения. Поэтому никаких конфликтов у нас быть не могло. Я ни от кого не скрываюсь, нахожусь в гостинице и готов ответить на любые вопросы следствия. Но боюсь, что в рамках расследования решили сделать провокацию против нас. Вот нашли исполнителей, а меня сделают «заказчиком». Ещё могут повесить на меня убийство Столыпина и Кеннеди.

26 июня сопредседатель «Либеральной России» В. Похмелкин заявил в интервью НТВ, что версия о причастности Коданёва «с самого начала выдвигалась следствием, и она имеет под собой определённые основания». «Господин Коданёв претендовал на лидерство в партии „Либеральная Россия“, отрабатывая деньги известного опального олигарха. Сергей Николаевич Юшенков — общепризнанный лидер нашей партии, безусловно, мешал ему в том. Я думаю, что в подоплёке здесь борьба за власть», — заявил Похмелкин. «Впервые версию о причастности Коданёва к убийству Сергея Николаевича Юшенкова я услышал из уст одного из сторонников Березовского, который постоянно находится в штабе, возглавляемым Михаилом Коданёвым. Насколько я знаю, этот человек допрошен следствием. Собственно говоря, толчок этой версии был дан именно из окружения господина Коданёва. Так что искать надо где-то там», — отметил Похмелкин. Председатель исполкома «Либеральной России» Александр Лебедев заявил, что Коданёв ещё осенью 2002 года предлагал ему, в то время помощнику Сергея Юшенкова, за деньги перейти на сторону Березовского. «Я ответил, что друзей не предаю, и на этом все контакты у нас с Коданёвым закончились», — сказал Лебедев.
Березовский заявил, что Коданёв к убийству не причастен и что его арест — «звено в цепи действий власти по разрушению любой оппозиции режиму в России». Согласно Елене Трегубовой, многие находили сходство во внешности и биографии Коданёва с Путиным.
Следствие по делу было завершено в августе 2003 года. По ходатайству Коданёва судебный процесс проходил с участием присяжных заседателей.
Незадолго до вынесения приговора правозащитник и адвокат семьи Юшенкова Юрий Шмидт заявил:

Я утверждаю, что все подсудимые виновны, а Коданёв является заказчиком преступления. От имени жены и детей Юшенкова прошу вынести им обвинительный вердикт.

По словам Шмидта, «Юшенков совершил одну серьёзную ошибку — поверил Борису Березовскому, это стоило ему жизни». «Юшенков был, возможно, последним политическим романтиком в представительной власти. Абсолютно честным и в чём-то по-детски наивным», — рассказал присяжным Шмидт.
18 марта 2004 года в Московском городском суде присяжные вынесли обвинительный вердикт. Михаил Коданёв был признан заказчиком убийства, Александр Винник — организатором, Александр Кулачинский — непосредственным исполнителем, Игорь Киселёв — посредником между организатором преступления и исполнителем. 30 марта 2004 года в Мосгорсуде был зачитан приговор. Суд установил, что в феврале 2003 года Коданёв, желая возглавить партию «Либеральная Россия» и завладеть её финансовыми средствами, дал указание своему подчинённому Виннику организовать убийство Юшенкова. В свою очередь Винник договорился с Киселёвым об организации убийства. Киселёв в марте 2003 года приобрёл пистолет, а в апреле нанял Кулачинского, который и совершил убийство депутата. Коданёв и Кулачинский были приговорены к 20 годам лишения свободы, Винник — к 10 годам, Киселёв — к 11 годам. Все осуждённые, кроме Коданёва, который так и не признал свою вину, попросили прощения у семьи убитого. Двое подозреваемых соучастников Владислав Пальков и Антон Дрозд были оправданы присяжными.
Приговор в отношении Коданёва выносился в его отсутствие, так как он, по словам адвоката, заболел. По словам представителя начальника ГУИН, он пытался покончить жизнь самоубийством ещё до вынесения приговора, съев несколько банок сгущённого молока, смешанного с ядом. После этого Коданёв прошёл полный курс лечения в психотерапевтическом отделении медицинской части Бутырки.
Вдова Сергея Юшенкова Валентина заявила, что вынесенным приговором довольна. Виктор Похмелкин также сказал, что 20 лет — это справедливое наказание за совершённое убийство.
Адвокат Коданёва Генри Резник усомнился, что Коданёв дал приказание убить Юшенкова в апреле, несмотря на перспективу срыва регистрации партии убийством. Резник счёл, что Коданёва оговорил Александр Винник. Адвокат, представлявший интересы семьи Юшенкова, Юрий Шмидт заявил, что «вина Коданёва не вызвала никаких сомнений уже после допроса Винника», и отметил, что Резник поэтому находился «в достаточно сложном положении».
23 июня 2004 года Верховный суд РФ отклонил кассационную жалобу адвокатов Михаила Коданёва и оставил в силе приговор Мосгорсуда.

### Альтернативная версия
По версии бывшего подполковника ФСБ Александра Литвиненко, Юшенкова убили за то, что он получил от Литвиненко «доказательство причастности ФСБ к теракту в Театральном центре на Дубровке». Литвиненко утверждал, что передал Юшенкову информацию о Ханпаше Теркибаеве. По мнению Литвиненко и Анны Политковской, Теркибаев сотрудничал с ФСБ, находился в театре во время теракта и покинул театр непосредственно до начала штурма. Анна Политковская заявила, что незадолго до убийства встречалась с Юшенковым. Они обсуждали эти «вновь открывшиеся обстоятельства трагедии в „Норд-Осте“». По словам Политковской, «Юшенков располагал некоей информацией о случившемся».
Ханпаша Теркибаев погиб в автомобильной аварии до начала слушаний процесса об убийстве Юшенкова.
Сотрудники С. Юшенкова сообщили, что ничего не знают о каких-либо его контактах с Литвиненко. Помощник и пресс-секретарь С. Юшенкова Елена Соколова твёрдо уверена, что никаких бумаг Литвиненко Юшенкову вообще не передавал. Михаил Гохман из «Московских новостей» писал, что Ханпаша Теркибаев опроверг «практически всё, что про него писали».

## Мнения

### Комментарии политиков в день убийства Юшенкова
Владимир Путин, президент России:
Глубоко потрясён трагическим известием о гибели Сергея Николаевича Юшенкова. Ушёл из жизни яркий политик нашего времени. Убит человек, считавший своей обязанностью защиту демократических свобод и идеалов.
Виктор Похмелкин, сопредседатель «Либеральной России»:
Самый большой конфликт за последнее время у Юшенкова был с Березовским. Однако я не могу связывать это с убийством… Юшенков не занимался ни коммерцией, ни бизнесом, поэтому все версии, кроме политической, исключены. Он всегда был далёк от финансовой сферы.
Сергей Ковалёв, депутат Государственной думы, правозащитник:
Кому могла помешать «Либеральная Россия», ума не приложу. Думаю, что эта партия ещё по-настоящему не состоялась, её шансы на выборах крайне мизерны. В качестве политической силы, не боящейся резкой критики власти, она многим была неприятна… Не могу сказать, что в комиссии (по взрывам жилых домов. — Ред.) Сергей Юшенков был выделявшейся фигурой, потому что занимался больше партийными делами, нежели делами комиссии. Вообще, если говорить о политических причинах, они могут быть не столь прямолинейны и не завязаны только на партию или на комиссию. Боюсь, мы очень не скоро узнаем о причинах убийства.
Валерия Новодворская, член «Либеральной России»:
Приказ об убийстве Юшенкова пришёл из Кремля. Двух председателей (Юшенкова и Головлёва. — Ред.) даже ФСБ не может убить без приказа. Серёжа не мог выиграть выборы, у него и денег-то нет. Но он раздражал власть. Это расправа совершенно зверская, немотивированная, так как он… не был реальной конкуренцией всемогущему Кремлю. Это убийство свидетельствует о том, что мы в руках зверей.

### Комментарии прошлых лет
Павел Грачёв, министр обороны Российской Федерации:
Этот Юшенков, этот гадёныш! Его по-другому, его нельзя сказать, хает армию, которая дала ему образование, дала ему звание. К сожалению, в соответствии с постановлением, он ещё является полковником российской армии. И он, этот гадёныш, защищает тех негодяев, которые хотят развалить страну.
По утверждению журналиста Л. Московкина, "Юшенков рассказывал о том, как из КГБ инициировали демонтаж памятника Дзержинскому на Лубянке. Он же восхищался успехом последнего эксперимента над страной, который предпринял Борис Березовский. В результате в России началось возрождение в прежней роли системы госбезопасности".